# To Whom It May Concern
To Whom It May Concern osmi je studijski album australskog rock sastava The Bee Gees, koji izlazi u listopadu 1972.g. Ovim albumom prate uspješnost Trafalgara i nastavljaju sa svojim melankoličnim i osobnim zvukom. Na materijalu su vidljive promjene i prepoznat je kao "Zbogom stari Bee Geesu". Ovo je njihov posljednji album koji snimaju u IBC studiju i njihov zadnji s Billom Shepherdom, koji ih je pratio od samih početaka i posljednji na kojemu produkciju radi Robert Stigwood. Čak i neke stare skladbe koje su bile pisane za neko drugo vrijem, bile su prepisane za tu priliku (kao u slučaju sa skladbom "I Can Bring Love").
Album je značajan i po tome što sadrži relativno različiti broj skladbi po žanru, rock and roll ("Bad Bad Dreams"), snažne balade ("Alive"), izvedba pjevačkog zbora ("Please Don't Turn Out the Lights"), bizarne i psihodelične ("Paper Mache, Cabbages and Kings", "Sweet Song of Summer") i nostalgično ljubavne skladbe ("Sea of Smiling Faces"). Sastav nikada nije pokazao odobrenje za album ali mnogi Bee Geesovi obožavatelji smatrali su ga neobičnim i autentičnim primjerkom za zbirku, dok su ga braća radila u svojemu duhu i nisu mnogo razmišljali kako će proći u javnosti.
Kontrast je prikazan i na omotu albuma, gdje se na prednjoj strani prikazuje Bee Geesova uživo izvedba u Japanu iz 1972., a na zadnjoj nastup iz 1963. godine. LP također sadrži slike mnogih poslovnih suradnika i članova obitelji sa sastavom Bee Geesom. Sastav se sastoji od Barryja, Robina i Mauricea Gibba, Alana Kendalla, bubnjara (samo za turneju) Chrisa Karona i Billa Shepherda, koji dirigira orkestrom.
Album je opsežno snimljenih između 1971. i lipanja i travanja 1972. (osim skladbe "We Lost the Road", koja je snimljena u siječnju 1971., za vrijeme Trafalgara). Na albumu se ne nalazi Bee Geesov singl "My World", koji je objavljen u siječnju 1972. i postaje britanski i američki hit na Top 20 singlova. Album je objavljen u studenome 1972. i dobio je vrlo dobre kritike i zauzima skladba "Run to Me", dolazi na britanskih Top 10 u srpnju. Unatoč kritikama o različitim žanrovima i snažnim skladbama, album dolazi na #35 američke Top ljestvice albuma i njihov je treći album za redom koji ne dolazi na britanske Top ljestvice ali zato vrlo dobro prolazi u drugim europskim zemljama. U Italiji dolazi na #10, a u Španjolskoj na #6. To Whom It May Concern prodao se širom svijeta u više od 175.000 primjeraka.

## Popis pjesama
1. Run to Me (Barry, Robin & Maurice Gibb)  - 3:13
2. We Lost the Road (Barry & Robin Gibb)  - 3:28
3. Never Been Alone (Robin Gibb)  - 3:15
4. Paper Mache, Cabbages and Kings (Barry, Robin & Maurice Gibb)  : 5:01
5. I Can Bring Love (Barry Gibb)  - 2:07
6. I Held a Party (Barry, Robin & Maurice Gibb)  – 2:37
7. Please Don't Turn out the Lights (Barry, Robin & Maurice Gibb)  – 2:01
8. Sea of Smiling Faces (Barry, Robin & Maurice Gibb)  – 3:09
9. Bad Bad Dreams (Barry, Robin & Maurice Gibb)  – 3:49
10. You Know It's for You (Maurice Gibb)  – 2:58
11. Alive (Barry & Maurice Gibb)  – 4:04
12. Road to Alaska (Barry, Robin & Maurice Gibb)  – 2:41
13. Sweet Song of Summer (Barry, Robin & Maurice Gibb)  – 5:07

## Vanjske poveznice
- discogs.com - Bee Gees - To Whom It May Concern